# Kościół Opatrzności Bożej w Poznaniu
Kościół Opatrzności Bożej w Poznaniu – rzymskokatolicki kościół parafialny, zlokalizowany w Poznaniu przy ul. ks. Wacława Gieburowskiego na os. Bolesława Chrobrego na osiedlu administracyjnym Piątkowo na Piątkowie.

## Historia
Pierwotnie stała w tym miejscu kaplica pogrzebowa pw. św. Stanisława Kostki. Pierwszą mszę odprawiono jeszcze w kaplicy 1 listopada 1973. W 1981 utworzono ośrodek duszpasterski, a parafię erygowano 1 lutego 1983. Obecny kształt kościół otrzymał w latach 1980–1986, w tym czasie dobudowano od wschodniej strony dom parafialny. Konsekracja kościoła nastąpiła 15 grudnia 2002 przez ks. arcybiskupa Stanisława Gądeckiego.

## Opis
Kościół zbudowano na planie prostokąta, z kaplicą z boku. Nakryty jest drewnianym stropem. Pośrodku ściany prezbiterium płaskorzeźba „Oka Opatrzności Bożej”. Po lewej krzyż z rzeźbą Chrystusa. Obie rzeźby, to dzieła Eugeniusza Olechowskiego. Po prawej umieszczono obraz Matki Boskiej Częstochowskiej. Po lewej stronie prezbiterium ustawiono chrzcielnicę. Nad wejściem do zakrystii obraz Miłosierdzia Bożego. W nawie stacje drogi krzyżowej autorstwa Eugeniusza Olechowskiego. Witraże w nawie zaprojektował Janusz Pstrąg. Zostały wykonane w warsztacie Marka i Piotra Janków. Na krańcu nawy figura św. Antoniego Padewskiego. Za figurą chór muzyczny z organami. W bocznej kaplicy ołtarz z obrazem Matki Boskiej Częstochowskiej. Po prawej stronie głównego wejścia do kościoła dzwonnica. Do kościoła, od prawej strony przylega cmentarz parafii św. Stanisława Kostki.

## Galeria

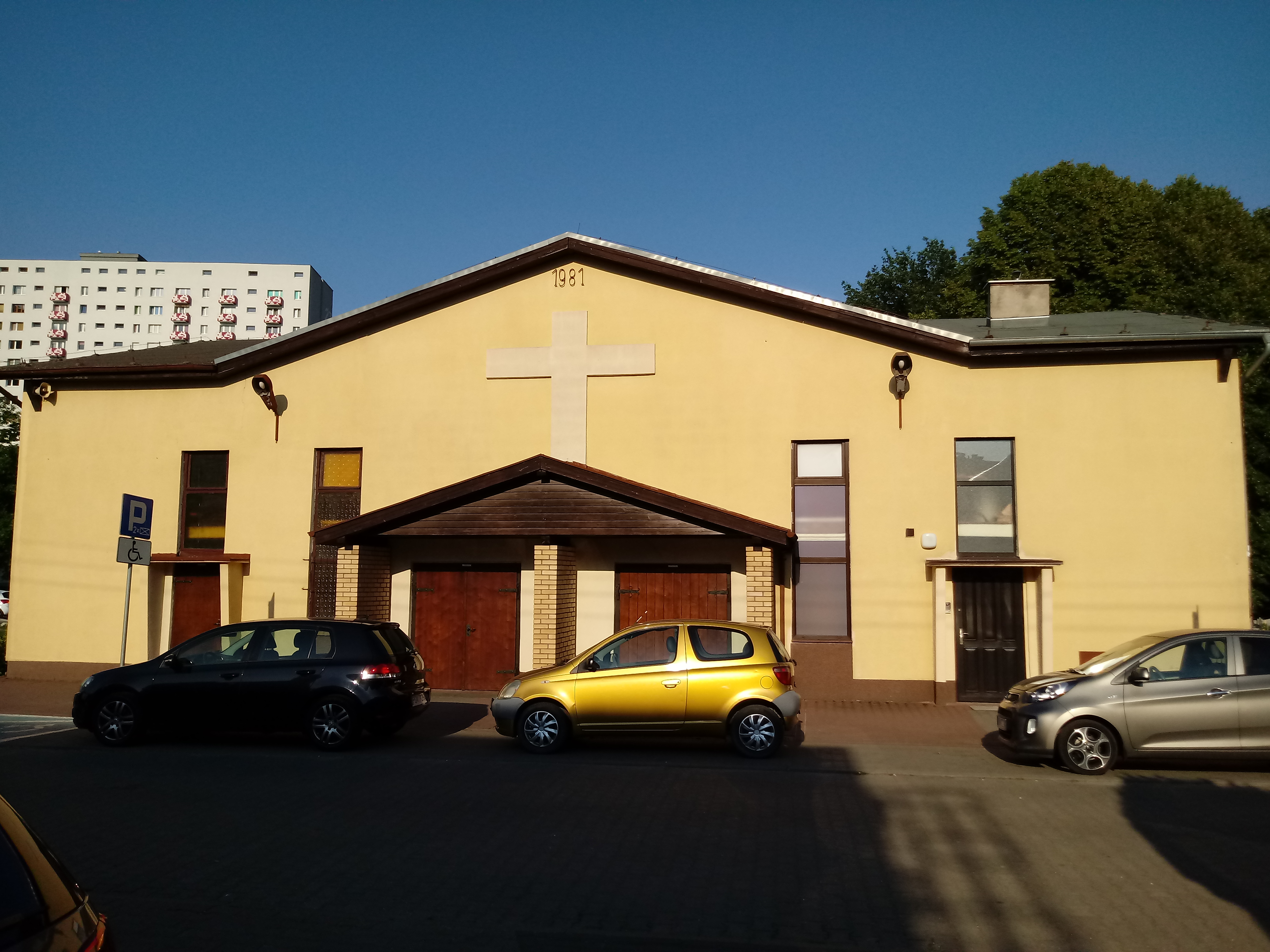
Wejście główne do kościoła
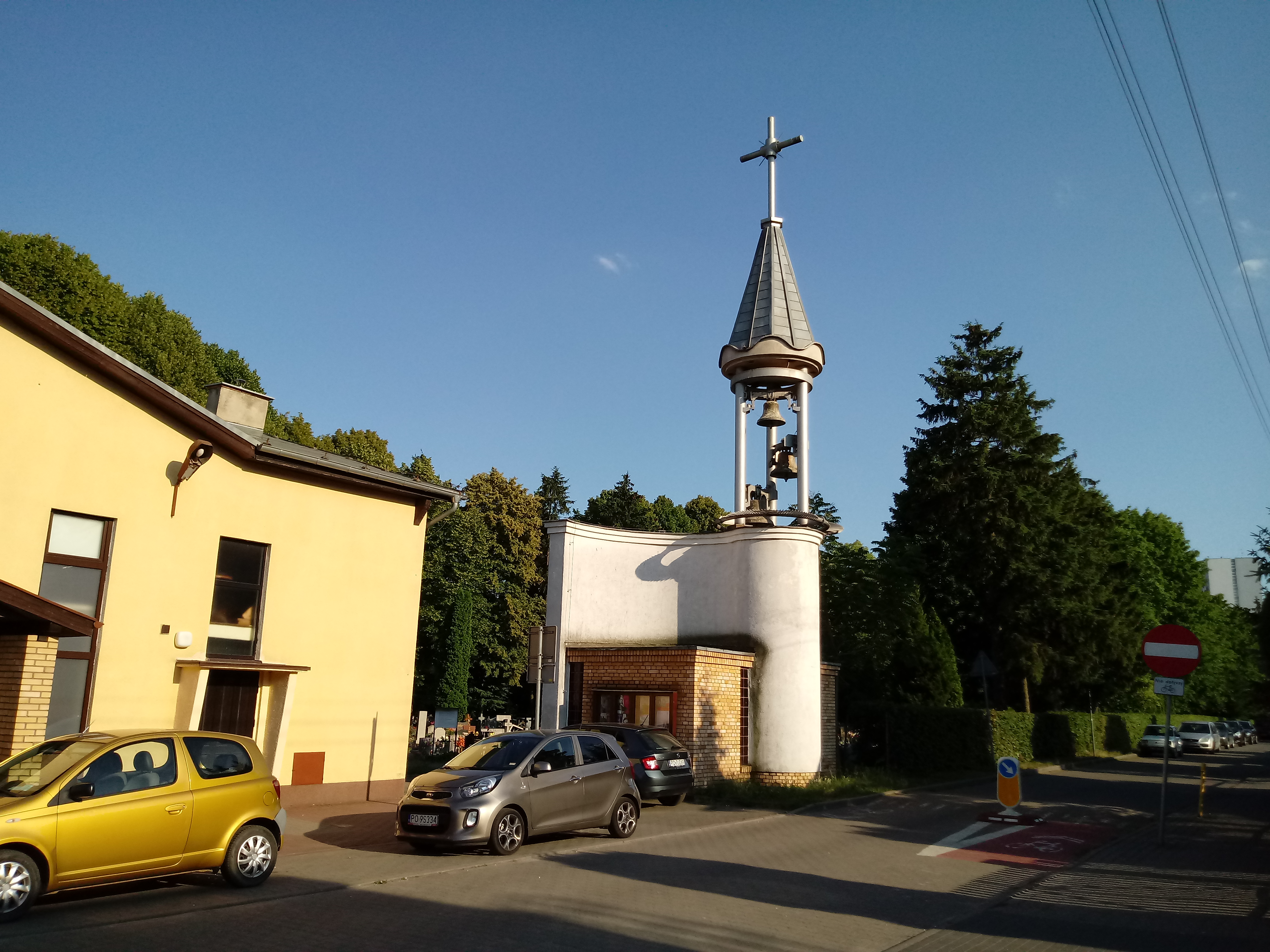
Dzwonnica przy kościele